# Krakow am See
Krakow am See es un municipio situado en el distrito de Rostock, en el estado federado de Mecklemburgo-Pomerania Occidental (Alemania), a una altitud de 50 metros. Su población a finales de 2016 era de 3500 habs. y su densidad poblacional, 40 hab/km².